# Saint-Pierre-du-Regard
Saint-Pierre-du-Regard – miejscowość i gmina we Francji, w regionie Normandia, w departamencie Orne.
Według danych na rok 1990 gminę zamieszkiwało 1497 osób, a gęstość zaludnienia wynosiła 161 osób/km² (wśród 1815 gmin Dolnej Normandii Saint-Pierre-du-Regard plasuje się na 150. miejscu pod względem liczby ludności, natomiast pod względem powierzchni na miejscu 556.).